# Sönke Hilbrans
Sönke Hilbrans (* 1969 in Werdohl) ist ein deutscher Rechtsanwalt. Er war von 2014 bis 2024 Richter des Verfassungsgerichtshofes des Landes Berlin.

## Leben
Hilbrans studierte Rechtswissenschaften an der Universität Trier. Seit 2000 arbeitet er als Rechtsanwalt in Berlin. Von 2005 bis 2024 war er als Fachanwalt für Strafrecht und unter anderem in den Bereichen Straf- und Verwaltungsrecht tätig.
Seit der Gründung des European Center for Constitutional and Human Rights (ECCHR e. V.) ist er Kooperationsanwalt und arbeitet dort seit 2016 hauptamtlich als Syndikusrechtsanwalt. Er beschäftigt sich zudem mit dem Datenschutzrecht, der Informationsfreiheit und den Grund- und Menschenrechten.
Am 3. Juli 2014 wählte das Abgeordnetenhaus von Berlin Hilbrans zum Richter des Verfassungsgerichtshofes des Landes Berlin. Er wurde von der Fraktion Die Linke vorgeschlagen. Seine siebenjährige Amtszeit endete regulär 2021. Da das Abgeordnetenhaus jedoch erst im Juli 2024 einen Nachfolger wählte, war er bis dahin kommissarisch im Amt.

## Mitgliedschaften
- Mitglied im Vorstand des Republikanischen Anwältinnen- und Anwältevereins (RAV)[4]
- ehemals: Mitglied im Vorstand der Deutschen Vereinigung für Datenschutz (DVD)
- Stellvertretendes Mitglied im Richterwahlausschuss Berlin